# Chminianske Jakubovany
Chminianske Jakubovany (1927–1948 slowakisch „Nemecké Jakuboviany“ – bis 1927 „Nemecké Jakubovany“ oder „Jakuboviany“; deutsch Jakobsdorf oder Deutsch-Jakobsdorf, ungarisch Jakabvágás – bis 1902 Németjakabvágás) ist ein Ort und eine Gemeinde in der Ostslowakei, mit 3215 Einwohnern (Stand 31. Dezember 2024). Sie liegt im Okres Prešov, einem Kreis des Prešovský kraj.

## Geographie

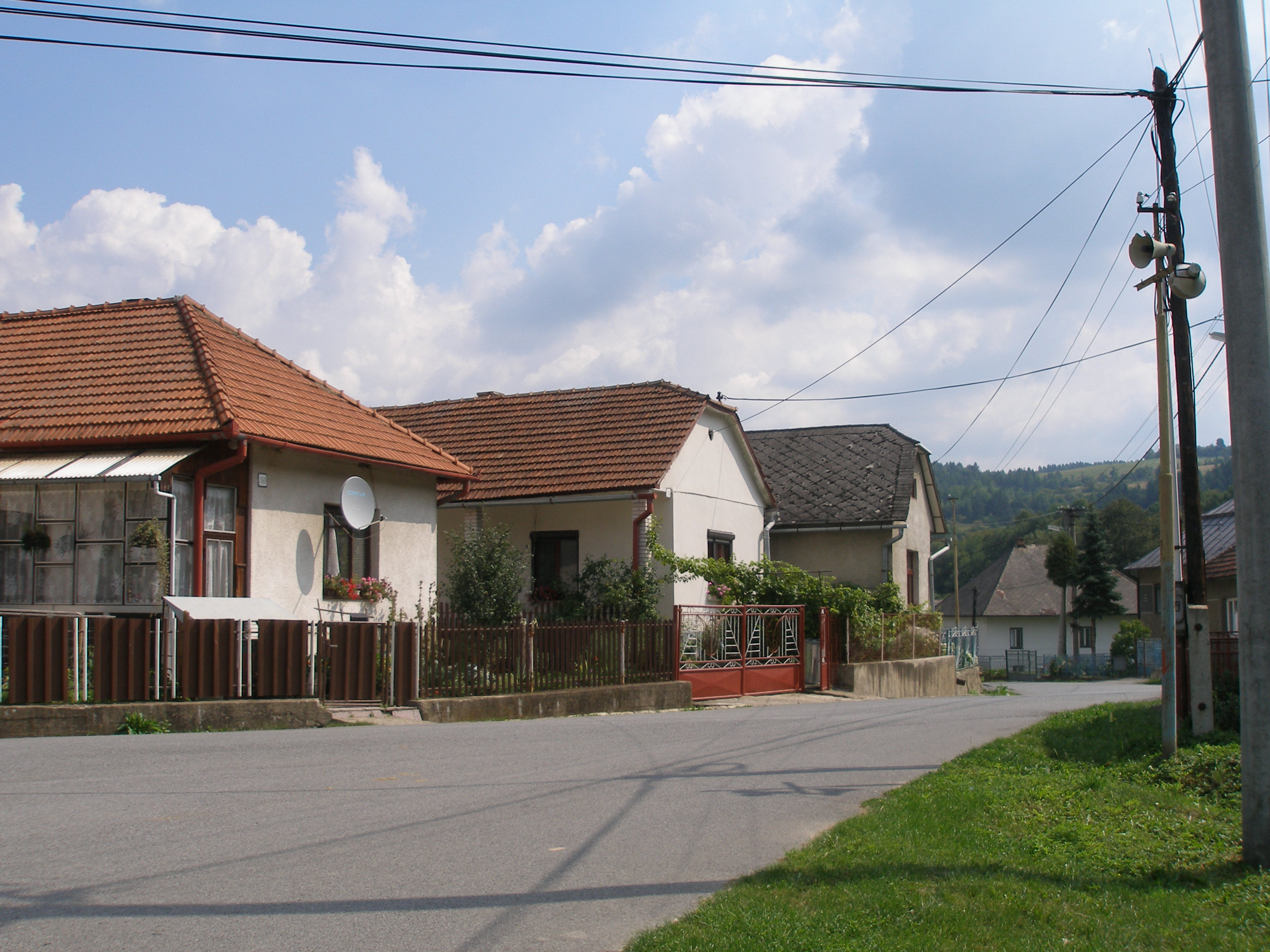
Straßenblick im Ort

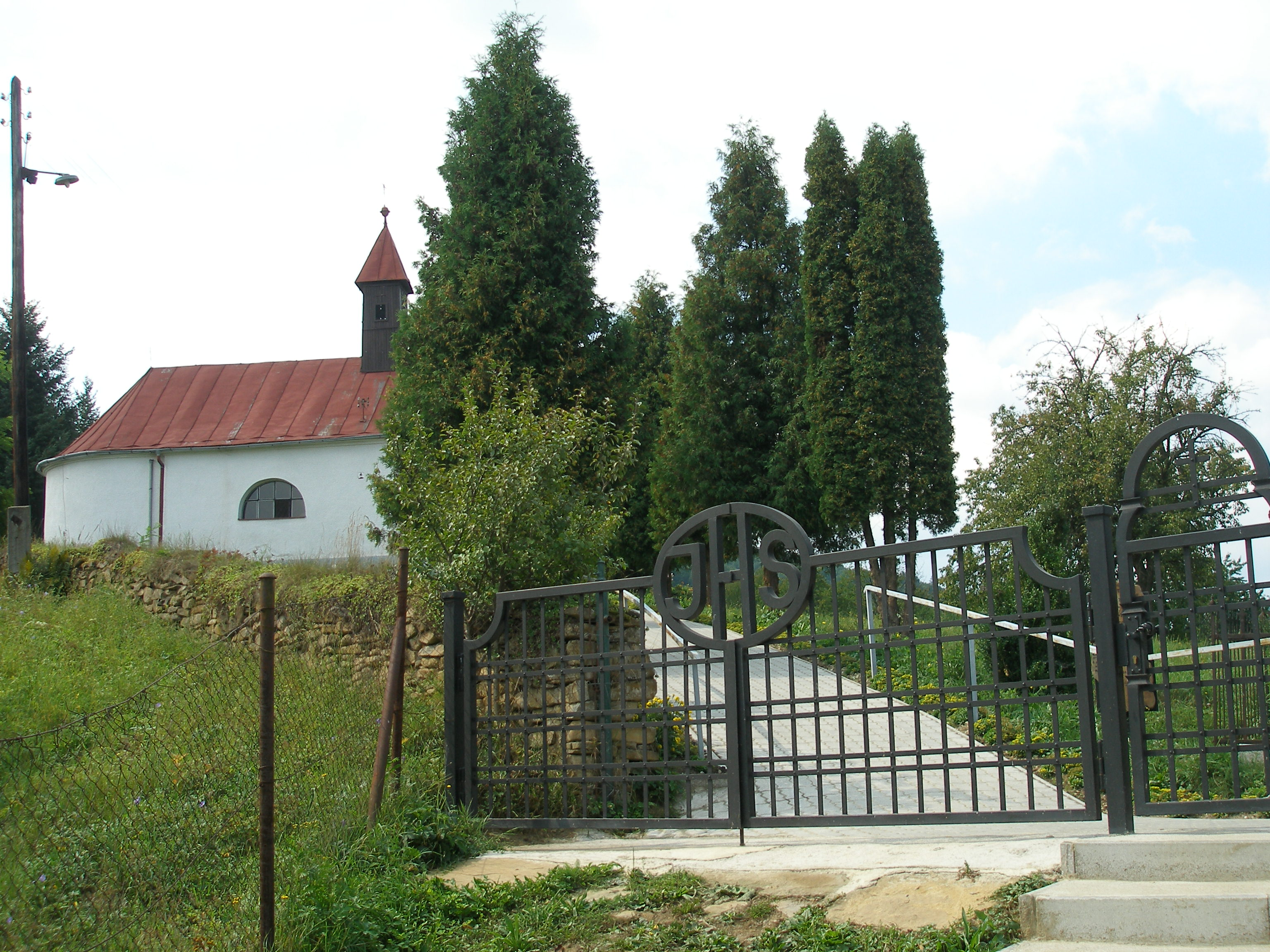
Kirche

Die Gemeinde liegt im Bergland Šarišská vrchovina am Bach Jakubovianka. Das Ortszentrum liegt auf einer Höhe von 443 m n.m. und ist 19 Kilometer westlich von Prešov gelegen.

## Geschichte
Der Ort wurde Anfang des 14. Jahrhunderts gegründet und ist 1334 in einer Urkunde als Jacabuagasa zum ersten Mal schriftlich belegt. Das Dorf gehörte anfangs zum Herrschaftsgut von Svinia, später zu Geschlechter wie Perényi, Hedry, Péchy und weitere. 1427 sind 30 Porta verzeichnet. 1828 gab es 70 Häuser und 535 Einwohner im Ort, die als Bauern, Obstler und Fuhrleute beschäftigt waren. Ein Teil der Bevölkerung arbeitete zudem in Fabriken in den umliegenden Städten. Nach der Vertreibung der letzten deutschsprachigen Einwohner nach 1945 wurde 1948 auch der Ortsname auf Grund der Nähe zu Chmiňany in Chminianske Jakubovany geändert.

## Bevölkerung
| Jahr                | 1994 | 2004     | 2014     | 2024     |
| ------------------- | ---- | -------- | -------- | -------- |
| Anzahl der Personen | 1146 | 1635     | 2112     | 3215     |
| Unterschied         |      | +42,67 % | +29,17 % | +52,22 % |

| Jahr                | 2023 | 2024    |
| ------------------- | ---- | ------- |
| Anzahl der Personen | 3093 | 3215    |
| Unterschied         |      | +3,94 % |

Ergebnisse der Volkszählung 2001 (1420 Einwohner):
| Nach Ethnie: - 98,04 % Slowaken - 1,05 % Zigeuner - 0,28 % Tschechen | Nach Religion: - 77,44 % römisch-katholisch - 20,74 % griechisch-katholisch - 0,91 % keine Angabe |

Der Anteil der Zigeuner (Roma) ist in Wirklichkeit deutlich höher, so die Volkszählung 1991 (50,44 % von 1130 Einwohnern) oder Statistik auf der offiziellen Seite der Gemeinde: 2036 Einwohner, davon etwa 1579 Roma in der örtlichen Zigeuner-Ansiedlung. Nach Angaben der Gemeinde kann jedoch auf Grund fehlenden Meldungen des temporären oder dauernden Wohnsitzes keine genaue Statistik produziert werden.

## Bauwerke
- evangelische Kirche, zuerst gegen 1300 erbaut, im 18. Jahrhundert umgebaut
- Kapelle von 1847 am Friedhof

## Persönlichkeiten
- Samuel Bredetzky (1772–1812), Superintendent und Schriftsteller